# Antón Martín
Antón Martín är en ort i Mexiko.   Den ligger i kommunen General Simón Bolívar och delstaten Durango, i den centrala delen av landet, 700 km nordväst om huvudstaden Mexico City. Antón Martín ligger 1 492 meter över havet och antalet invånare är 169.
Terrängen runt Antón Martín är platt åt nordost, men åt sydväst är den kuperad. Runt Antón Martín är det mycket glesbefolkat, med 4 invånare per kvadratkilometer. Närmaste större samhälle är José Trinidad García de la Cadena, 9,2 km öster om Antón Martín. Omgivningarna runt Antón Martín är i huvudsak ett öppet busklandskap.